# Géographie de la Guinée-Bissau
La Guinée-Bissau est entourée au nord par le Sénégal, au sud et à l'est par la Guinée, et à l'ouest par l'océan Atlantique.

## Géographie physique

### Structure du territoire
C'est un petit pays qui ne se trouve qu'à la 133e position sur la liste des pays suivant leur superficie. celle-ci est de 36 125 km2, dont 28 000 km2 de terre et 8 120 km2 de mer.

### Topographie
Le paysage est légèrement ondulé, mais en aucun point il ne dépasse les 200 mètres d'altitude. Le littoral se présente comme particulièrement déchiqueté. De longs estuaires fluviaux et bras de mer pénètrent loin à l'intérieur des terres.

### Hydrologie, hydrographie

#### Réseau hydrographique
Le pays n'a que des fleuves relativement petits, mais ces derniers, souvent abondants, se caractérisent par d'importants estuaires. Ceux-ci pénètrent profondément à l'intérieur des terres, et s'élargissent fortement sous l'effet de la marée.
Les principaux cours d'eau du pays sont:
- Le Rio Geba
- Le Rio Mansoa
- Le Rio Cacheu
- Le Rio Corubal
- Le Rio Sao Martinho

#### Bilan hydrique
La Guinée-Bissau est un des pays bien arrosés d'Afrique, malgré une assez longue saison sèche. Les précipitations alimentent des cours d'eau souvent abondants.
D'après Aquastat, la hauteur d'eau annuelle moyenne des précipitations est de 1 577 millimètres, soit pour une superficie de 36 120 kilomètres carrés, un volume de précipitations annuelles de 56,96 kilomètres cubes, arrondis à 57 km3 (contre par exemple 78,597 km3 au Portugal, pays 2,6 fois plus étendu - ou encore 25,84 km3 en Belgique, pays un peu moins étendu).
De ce volume précipité, l'évapo-transpiration consomme 41 km3. Restent 16 kilomètres cubes de ressources produites sur le territoire du pays (en interne). Le pays reçoit en outre un important supplément d'eau provenant des pays voisins (essentiellement de la Guinée par le Rio Corubal, mais aussi du Sénégal par le Rio Geba) et se montant à 15 km3. Les ressources totales en eau du pays atteignent donc annuellement 31 kilomètres cubes (1 km3 = 1 milliard de m3).
La quantité d'eau disponible (qui comprend l'ensemble des ressources créées en interne, plus les apports extérieurs éventuels) est donc de 31 km3 par an, soit pour une population estimée à 1 700 000 habitants en 2008, pas moins de 18 000 m3 par habitant et par an.

### Géologie
phosphates, bauxite, pétrole (non exploité).

### Climat
Le climat est tropical, chaud et humide. Comme dans la Guinée voisine, les précipitations sont presque partout abondantes. La saison des pluies se déroule de juin à novembre avec vent du sud-ouest; la saison sèche va de décembre à mai et s'accompagne de l'harmattan, ou vent sec venu du nord-est.

## Environnement

### Régions naturelles

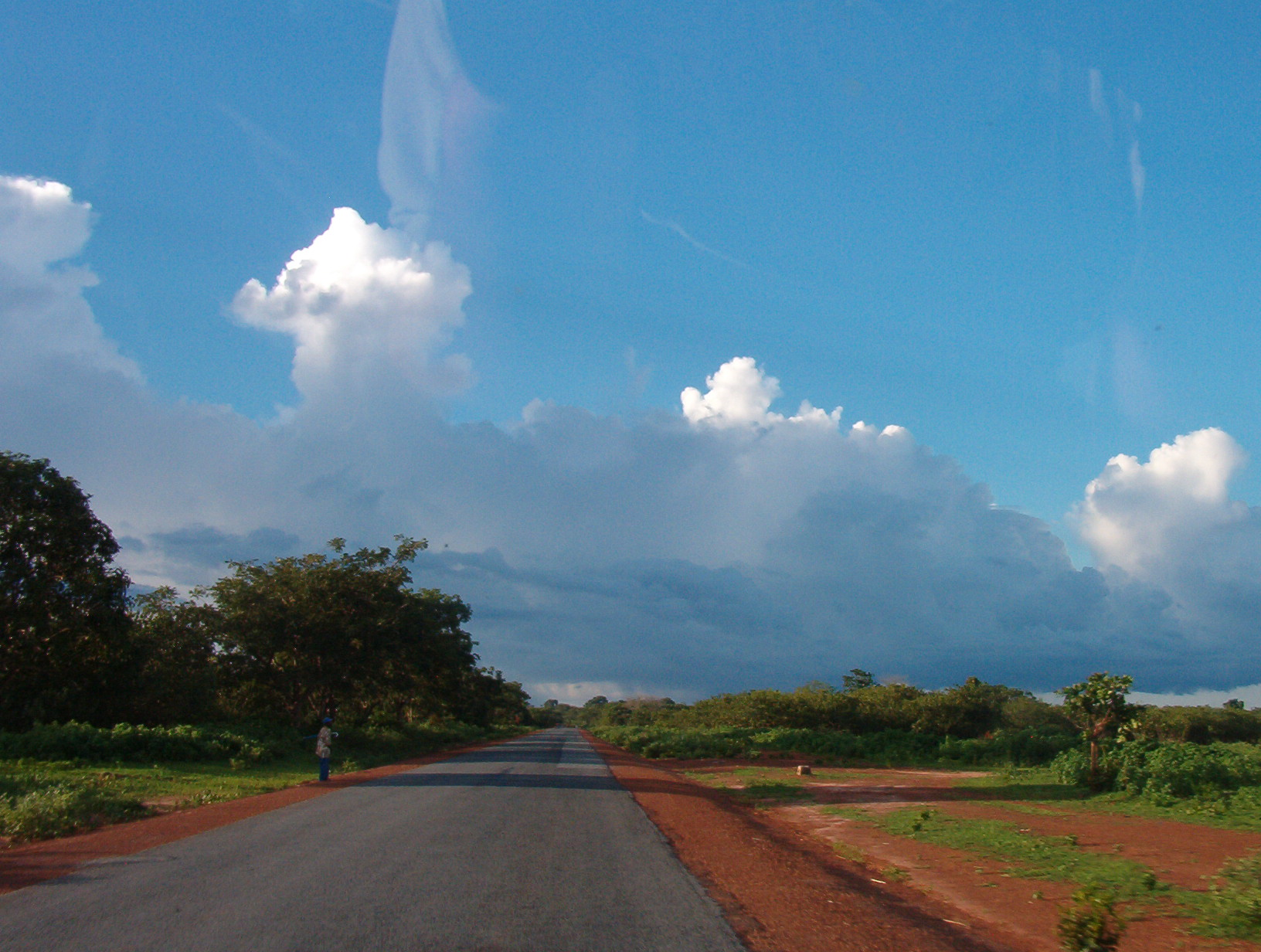
Paysage de la Guinée-Bissau.

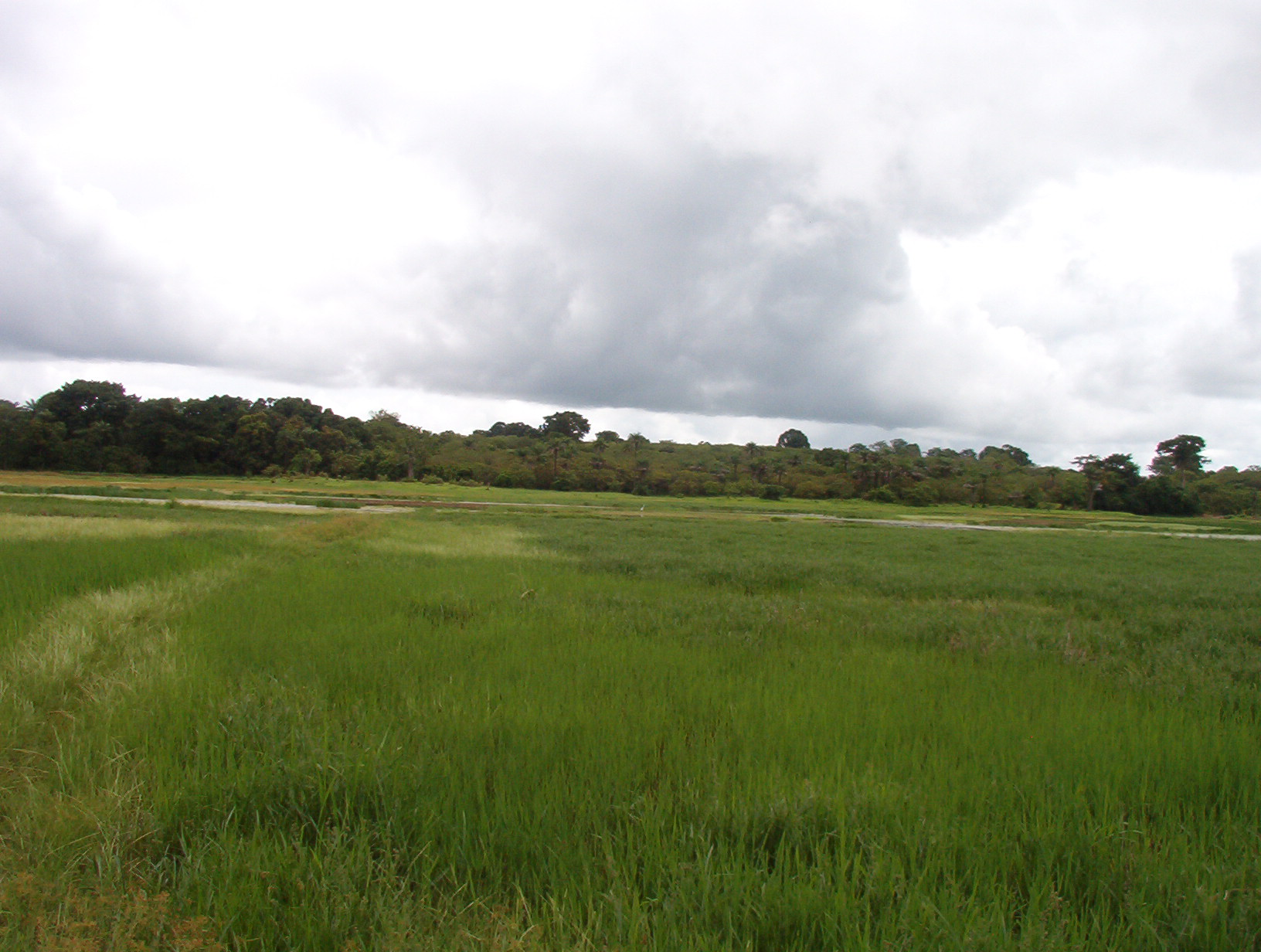
Culture du riz.

On peut diviser le pays en trois régions principales :
- La zone côtière. Elle est très fragmentée et souvent envahie par la mangrove.
- Les plaines et larges vallées. Périodiquement inondées, elles sont favorables à la culture du riz.
- Les légers reliefs (collines). Cette zone présente de très bonnes conditions pour la culture de l'anacarde (noix de cajou) et de l'arachide (huile et cacahuètes).

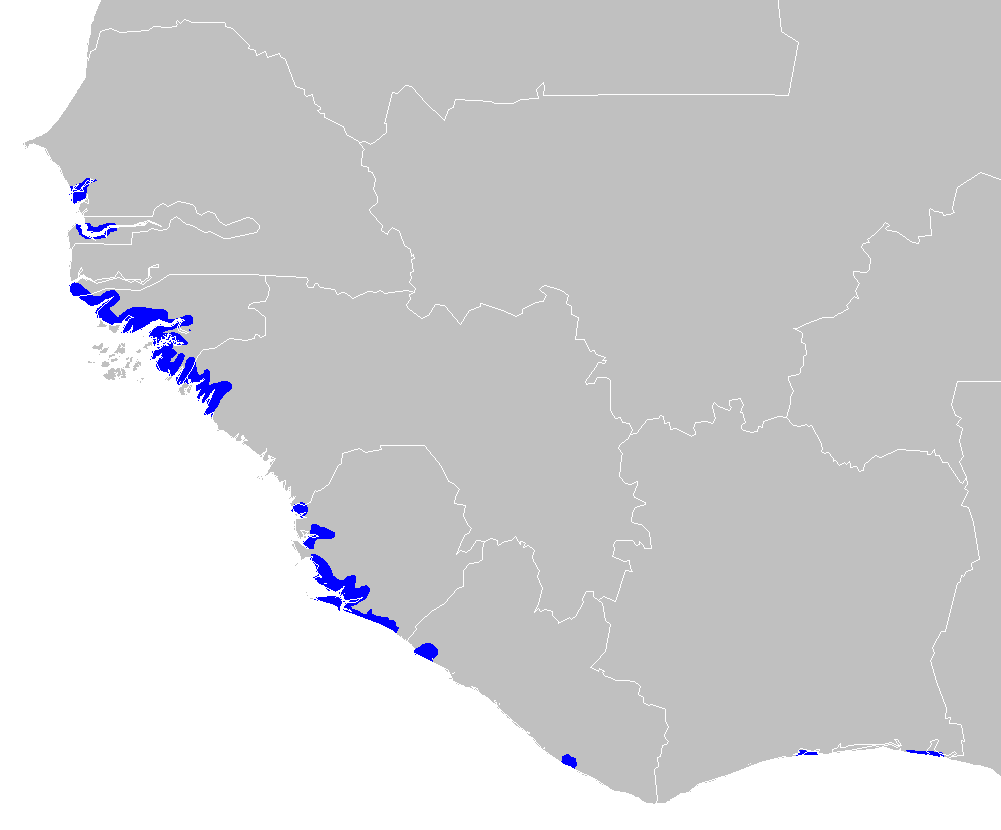
L'écorégion de la Mangrove est presque partout présente dans la zone littorale du pays.

La savane domine à l'est.

## Géographie humaine

### Occupation du sol
- Terres cultivables: 11 %
- Cultures permanentes: 1 %
- Pâturages permanents: 38 %
- Forêts: 38 %
- Autres: 12 %

Les terres irriguées ne comportaient en 2006 que 17 km2.